# عائشة الباعونية
عائشة بنت يوسف الباعونية (توفيت في اليوم السادس عشر من ذو القعدة 922/ديسمبر 1516) كانت مرشدة وشاعرة صوفية. هي تقريباً الأنثى الإسلامية الصوفية الوحيدة من القرون الوسطى التي سجلت اراءها الخاصة في الكتابة، وهي «بالأحرى ألفت أعمال باللغة العربية أكثر من أي مرأة أخرى قبل القرن العشرين». «فيها وصلت المواهب الأدبية والميول الصوفية لعائلتها إلى تمام الإثمار». ولدت وماتت في دمشق مع أن أصولها ترجع لبلدة باعون الأردنية وإليها تنتسب.

## حياتها
والدها يوسف (ولد في القدس، 805/ 1402 - توفي في دمشق 880/ 1475) كان قاضياً في صفد وطرابلس وحلب ودمشق وعضوا في عائلة باعوني الشهيرة، اشتهر خلال القرن الخامس عشر كأحد العلماء والشعراء والفقهاء. مثل اخوانها، تعلمت عائشة أولاً على يد أبيها، وأيضاً على يد أفراد أخرين من العائلة، درست القرآن والحديث والفقه والشعر، وحسب مطالبتها، كانت عائشة قد حفظت القرآن عن ظهر قلب قبل سن الثامنة.
في تلك الاثناء كان مرشداها الصوفيان الرئيسيان هما جمال الدين إسماعيل الهواري (ترعرع في أواخر القرن التاسع/ الخامس عشر) وخليفته محيي الدين يحيي الاورماوي (ترعرع في القرني التاسع والعاشر/ القرني الخامس عشر والسادس عشر) اللذان كانت تقدر شأنهما عالياً. تقريباً في 1475، قامت عائشة بالحج إلى مكة. تزوجت بأحمد بن محمد بن النقيب الأشرف (توفي 909/ 1503) من عائلة عليد الدمشقية الشهيرة، الذين ذاع صيتهما نتيجة علمهم; على حسب ظن عائشة، أحمد انحدر من نسل فاطمة بنت محمد وزوجها علي عن طريق ابنهما الحسين. عائشة وأحمد ولدا ابنين معروفين، ابن، عبد الوهاب (ولد 897/ 1489)، وابنة، بركة (ولدت 899/ 1491).

### دراستها في القاهرة ووفاتها
في 919/ 1513، انتقلت عائشة وابنها من دمشق للقاهرة، ثم عادت إلى دمشق في 923/ 1516. ربما كان غرض عائشة هو الحفاظ على مجال عمل ابنها. في طريقهما، تعرضت قافلتهم للنهب على أيدي عصابات سرقة قرب بلبيس، الذين سرقوا ممتلكاتهم، بما فيها كتابات عائشة. يظهر انه في القاهرة كانت الأم وابنها تحت ضيافة محمود بن محمد بن اجا (ولد 854/ 1450, توفي 925/ 1519) الذي كان الكاتب الخاص ووزير الخارجية للسلطان المملوكي الأشرف قانصوه الغوري. ساعد ابن اجا عبد الوهاب ليجد عملاً في مكتب المحفوظات وساعد عائشة لتدخل دوائر القاهرة الفكرية، حين قامت عائشة بكتابة 'عدة مدائح متوهجة' له. في القاهرة، درست عائشة القانون وتم منحها رخصة لتدريس القانون ولتصدر ارآء شرعية (فتاوى)، 'اكتسبت تقدير على نطاق واسع كفقيهة.
تركت القاهرة في 922/ 1516، مع ابنها وابن اجا. بجانب بدر السيوفي (حوالي 850- 925/ 1446-1519)، الشمس السفيري (877-956/ 1472- 1549)، وعدد من العلماء المشهورين الآخرين، تم منحها جمهور مع سلطان الأشرف قانصوه الغوري في حلب بعد هزيمته في معركة مرج دابق:' حدث رائع يليق بحياتها الاستثنائية'. عادت عائشة بعدها إلى دمشق، حيث توفت في 923/ 1516.
'ورثت عائشة استقلال عقل ونظرة الذين يمكن رؤيتهما في رفقتها لمعاصريها من الرجال على قدم المساواة'. هكذا كانت صديقة مقربة لأبو الثناء محمود بن الأدجى (الذي كان آخر صاحب دواوين الإنشاء في عصر المملوك) وتطابقت، في الآية، مع العالِم المصري عبد الرحمان العباسي (ولد 867/ 1463، توفي 963/ 1557). 'يتضح من السير الذاتية لعائشة ومن تعليقاتها الخاصة في كتاباتها انها كان لها تقديراً كبيراً كسيدة تقية ومرشدة صوفية'.

## أعمالها

### قائمة بأعمالها
بحسب توماس إميل هوميرين، التسلسل الزمني لأعمال عائشة غير معروف حتى الآن، وبالفعل أغلب أعمالها مفقودة، لكن أعمال عائشة الأصلية المعروفة هي:
- ديوان الباعونية (مجموعة قصائد)

درر الغائص في بحر المعجزات والخصائص
- الفتح الحقي من فيح التلقي (مفقود)
- الفتح المبين في مدح الأمين
- الفتح القريب في معراج الحبيب (مفقود)
- فيض الفضل وجمع الشمل
- فيض الوفا في أسماء المصطفى (مفقود)
- الإشارات الخفية في المنازل العالية (مفقود)
- مدد الودود في مولد المحمود (مفقود)
- الملامح الشريفة في الآثار اللطيفة (مفقود)
- المورد الأهنى في المولد الأسنى
- المنتخب في أصول الرتب
- القول الصحيح في تخميس بردة المديح
- صلاة السلام في فضل الصلاة والسلام (مفقود)
- تشريف الفكر في نظم فوائد الذكر
- الزبدة في تخميس البردة (مفقود)

بالإضافة إلى هذا، قامت عائشة بتكييف مجموعة من نصوص أخرى. قام هوميرين أيضاً نشر بعض من الترجمات الوحيدة لأعمال عائشة للإنجليزية.
- توماس إميل هوميرين، 'حب حي: الكتابات الصوفية لعائشة الباعونية (توفت 922/ 1516)، مراجعة دراسات مملوك، 7 (2003)، 211-34

### الفتح المبين في مدح الأمين
أفضل عمل معروف لعائشة هو الفتح المبين في مدح الأمين، بديعية (صيغة صممت لتوضيح البديع أو الوسائل البلاغية في المخزون الشعري، حيث كل بيت شعري يوضح وسيلة معينة) من 130 بيت شعر في تعظيم النبي. بإشارتها لحوالي خمسين شاعر سابقين، العمل يؤكد سعة تعلم عائشة. هذا النص بلا شك ألهم نسمات الأزهار لعبد الغني النابلسي، كلا الكاتبان رافقوا بديعياتهما بتعليق.

### فيض الفضل وجمع الشمل
فيض الفضل وجمع الشمل عبارة عن مجموعة من أكثر من 300 قصيدة طويلة، لم تنشر بعد، فيها وصفت عائشة حالات روحانية ومدحت بطرق مختلفة الرسول محمد، وعبدالقادر الجيلاني مؤسس نظامها، وشيوخها الصوفيين. استخدمت مصطلحات صوفية تقنية وعناصر شعرية صوفية نموذجية مثل الخمر والحب في قصائدها. يبدو انهم يعود تاريخهم طوال حياة عائشة حتى انتقالها إلى القاهرة، ويظهرون تمكنها لتقريباً كل أنواع الشعر العربي في هذا الوقت.

## طبعات
- المورد الأهنى في المولد الأسنى و الفتح المبين في مدح الأمين، في عائشة الباعونية الدمشقية الطبعة من ف. العلوي (دمشق: دار معاد، 1994)

## ملحوظات
1. ↑  قطب الدين، طاهرة. Women Poets).pdf، في حضارة القرون الوسطى الإسلامية:موسوعة، طبعة من جوزيف و. ميري، جزئين (نيو يورك: روتليدج، 2006),  II 865-67 (صفحة 866) نسخة محفوظة 07 فبراير 2014 على موقع واي باك مشين.
2. ↑  كامل سلمان الجبوري (2003). معجم الأدباء من العصر الجاهلي حتى سنة 2002م. بيروت: دار الكتب العلمية. ج. 3. ص. 267. ISBN:978-2-7451-3694-7. LCCN:2003489875. OCLC:54614801. OL:21012293M. QID:Q111309344.